# Стадион (хоккейный клуб)
«Стадион» (чеш. Stadion) — чешский клуб по хоккею с шайбой из Литомержице. Основан в 1971 году. Выступает в первой чешской хоккейной лиге.

## История
Хоккейный клуб «Стадион» Литомержице был основан в 1971 году под названием «Руда гвезда». Своё нынешнее название несёт с 2000 года. До 2010 года выступал в 3-й и 4-й чешских лигах. С 2010 года играет в первой чешской лиге. Самые большие достижения клуба  — 1/4 финала плей-офф в сезонах 2013/14 и 2018/19.

## Прежние названия клуба
- 1971 — ТЕ «Руда гвезда»
- 1990 — ТЕ ОДДМ «Стадион»
- 2000 — ХК «Стадион»

## Известные игроки
Среди известных хоккеистов, которые родились в Литомержице, выделяются олимпийский чемпион 1998 Милан Гниличка, обладатель Кубка Стэнли 2001 Мартин Шкоула, а также Радек Хамр и Камил Крепс.